# Lentetuin
Lentetuin: F185, JH484 (tiếng Hà Lan, nghĩa là Vườn mùa xuân; tiếng Anh: Spring Garden) hay De pastorie in Nuenen  (Khu vườn nhà mục sư tại Nuenen, tiếng Anh: The Parsonage Garden at Nuenen),
De pastorie in Nuenen in het voorjaar (Khu vườn nhà mục sư tại Nuenen vào mùa xuân; tiếng Anh: The Parsonage Garden at Nuenen in Spring) là một trong những bức tranh sơn dầu đầu tiên của họa sĩ trường phái hậu ấn tượng Hà Lan thế kỷ 19, Vincent van Gogh, được thực hiện vào tháng 5 năm 1884 khi ông đang sống với cha mẹ ở Nuenen. Van Gogh đã thực hiện một số bức vẽ và tranh sơn dầu về những khu vườn xung quanh và mặt tiền của khu vườn.
Bức tranh nằm trong bộ sưu tập của Bảo tàng Groninger từ năm 1962 đến 2020. Vào ngày 30 tháng 3 năm 2020, tác phẩm này đã bị đánh cắp từ một triển lãm tại bảo tàng Singer Laren ở Laren, Bắc Hà Lan, Hà Lan.

## Thông tin
Van Gogh sống ở Den Haag với Sien Hoornik và sau đó ở một mình trong vài tháng ở Drenthe, miền bắc Hà Lan. Sau đó ông đến sống với cha mẹ của mình trong nhà ở của mục sư (parsonage) tại Nhà thờ Cải cách Hà Lan ở Nuenen gần Eindhoven vào tháng 12 năm 1883, nơi cha ông là một mục sư, và họ đã biến phòng giặt ủi thành một xưởng vẽ cho ông ở phía sau nhà.
Ông ở với bố mẹ tại Nuenen trong gần hai năm, thực hiện khoảng 200 bức vẽ tranh, trong đó có tác phẩm lớn đầu tiên của ông là Những người ăn khoai (The Potato Eaters). Ông chuyển đến Antwerp vào tháng 11 năm 1885 và đến Paris vào năm 1886.

## Mô tả
Ở Nuenen, Van Gogh đã ghi lại những mùa thay đổi trong các bức tranh của ông về khu vườn nhà mục sư, được bao quanh bởi bức tường đá cao và có một ao vịt với một bến thuyền, lối đi và hàng rào, vườn trồng hoa và rau củ, cùng một vườn cây ăn trái.
Mở đầu bằng một loạt các bản vẽ mùa đông, bức tranh này có thể được thực hiện vào tháng 5 năm 1884. Nó mô tả một cái nhìn của khu vườn với một nhân vật nữ mặc quần áo tối màu ở phía trước. Xa xa là những tàn tích của nhà thờ cũ, cũng được mô tả trong các công trình như Tháp nhà thờ cũ ở Nuenen (Old Church Tower at Nuenen), trước khi nó bị phá hủy vào năm 1885. Nó sử dụng bảng màu tối của màu xanh lá cây và màu nâu, điển hình của các tác phẩm đầu tiên của Van Gogh, với những điểm nhấn màu xanh lá cây và đỏ trong bức tranh cho thấy mùa đông đã qua và mùa xuân đã bắt đầu. Trong một bức thư mà Van Gogh gửi cho Anthon van Rappard vào tháng 3 năm 1884, ông đã đề cập đến sự thay đổi trong các mùa: "Ben ook zoekende naar de kleur van den wintertuin. Doch die là lau sậy een lente tuin - nu. En is iets heel anders geworden." ("Tôi cũng đang tìm kiếm màu sắc của khu vườn mùa đông. Nhưng nó đã là một khu vườn mùa xuân - bây giờ. Và đã trở thành một thứ hoàn toàn khác.")

Bức tranh rộng bất thường, số đo 25 cm × 57 cm (9,8 in × 22,4 in),             không có khung trang trí, kích thước này vượt quá gấp đôi hình vuông. Van Gogh có thể đã làm việc với sự trợ giúp của một cửa sổ phối cảnh (khung gỗ được căng bằng dây). Bức tranh từng nằm trong bộ sưu tập của Bảo tàng Groninger, tại thành phố Groningen của Hà Lan, từ năm 1962 cho đến khi nó bị đánh cắp vào năm 2020.

Các mẫu khác về vườn nhà mục sư tại Nuenen trong sáng tác của Van Gogh
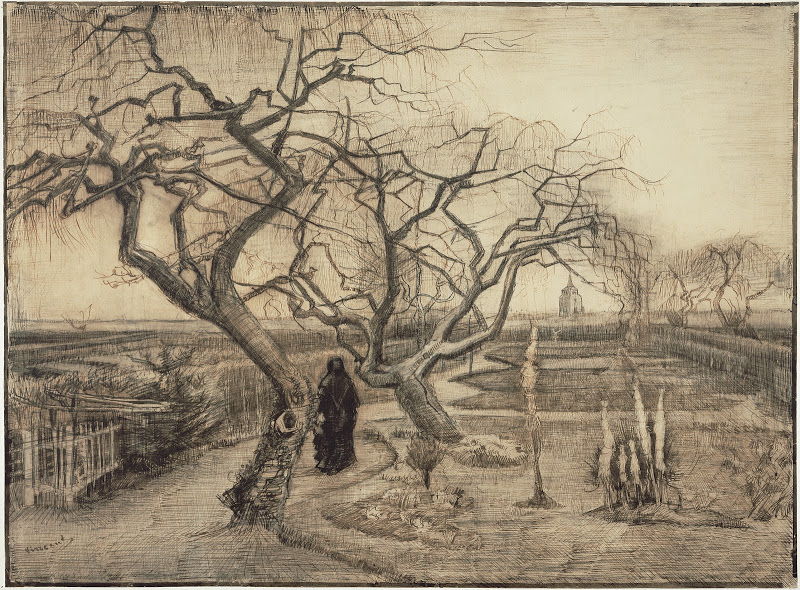
Winter Garden ("Wintertuin"), bức vẽ bằng bút chì và mực, tháng 3 năm 1884, Bảo tàng Van Gogh, Amsterdam (F1128, JH466)
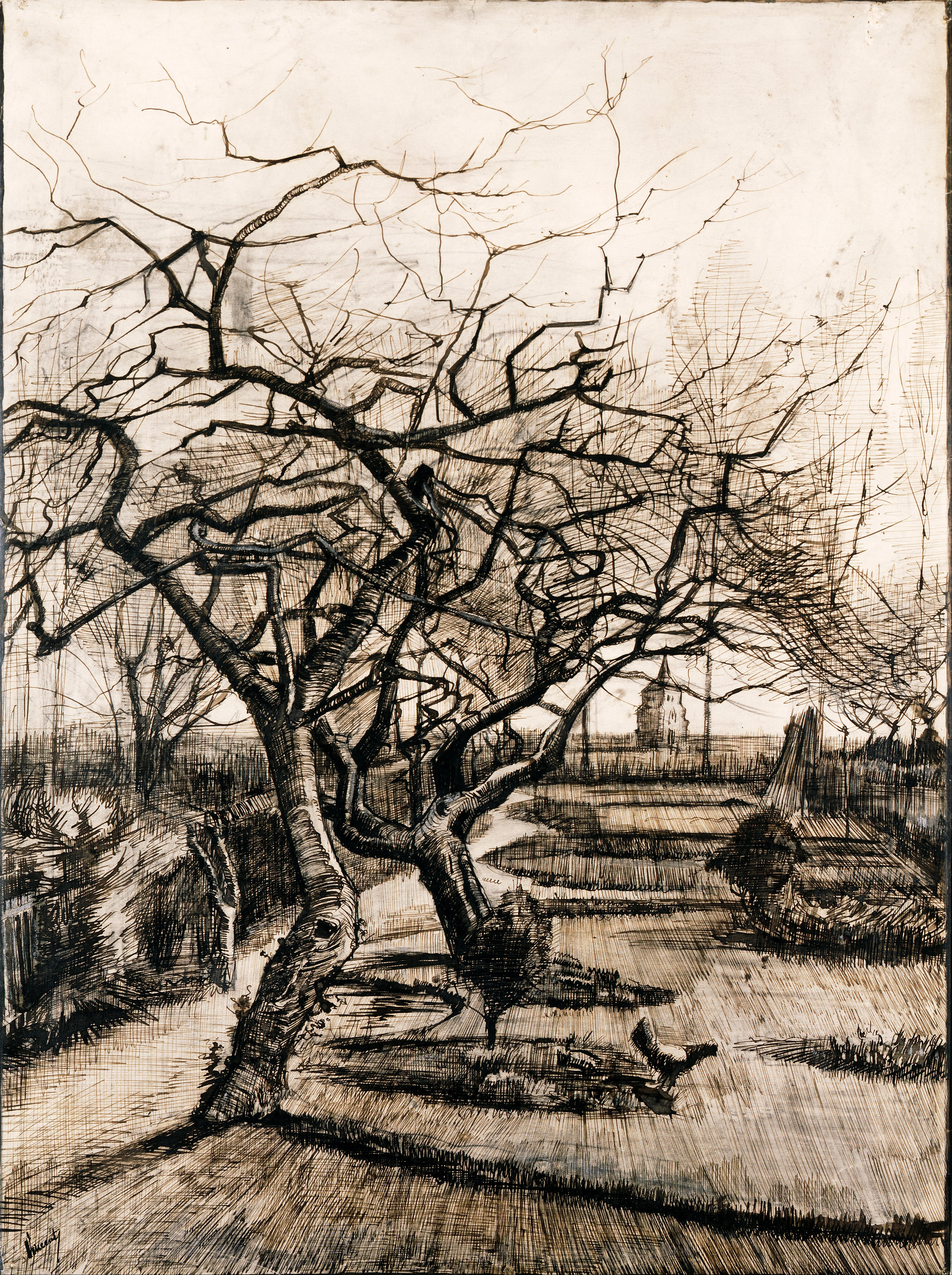
The Parsonage bức vẽ bằng bút và mực, tháng 3 năm 1884, tháng 3 năm 1884, Bảo tàng Mỹ thuật Budapest [en] (F1130, JH465)
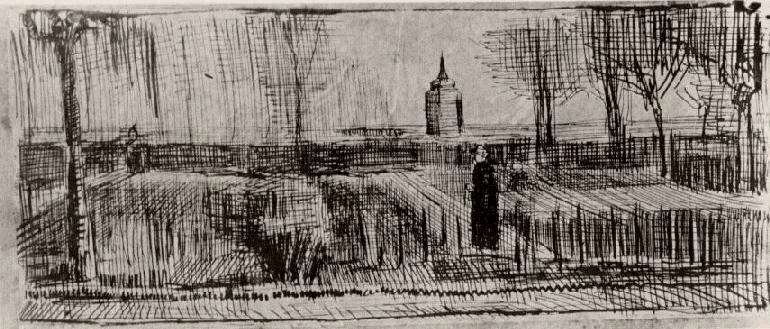
Parsonage Garden, Tháng 4 năm 1884, bản vẽ nhỏ được gửi đến Anthon van Rappard, bộ sưu tập cá nhân (F1188)
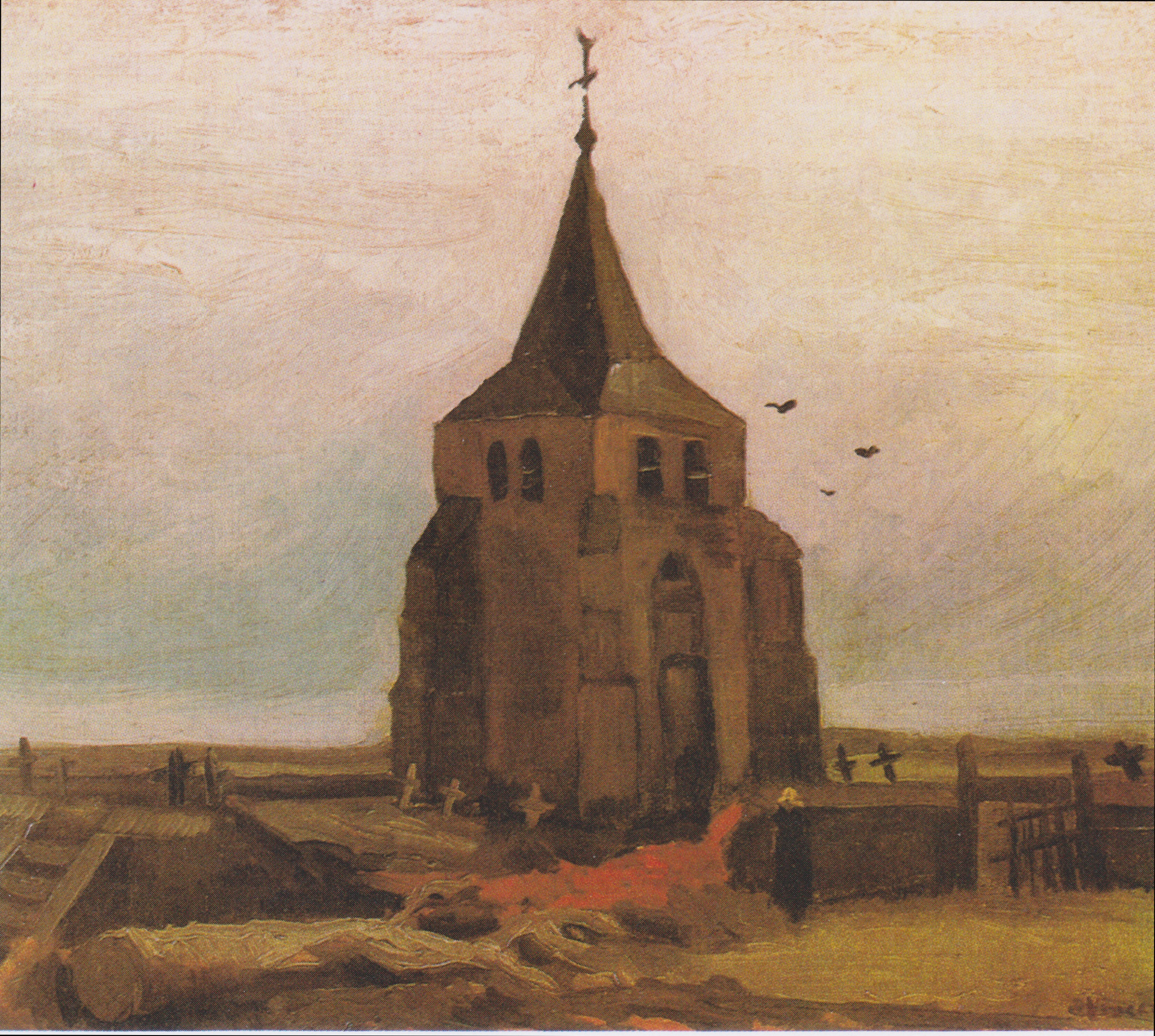
Tháp nhà thờ cũ ở Nuenen [en], tháng 5 năm 1884, sơn dầu trên canvas (vải bạt) trên bảng, Foundation E.G. Bührle Collection, Zürich (F88, JH490)
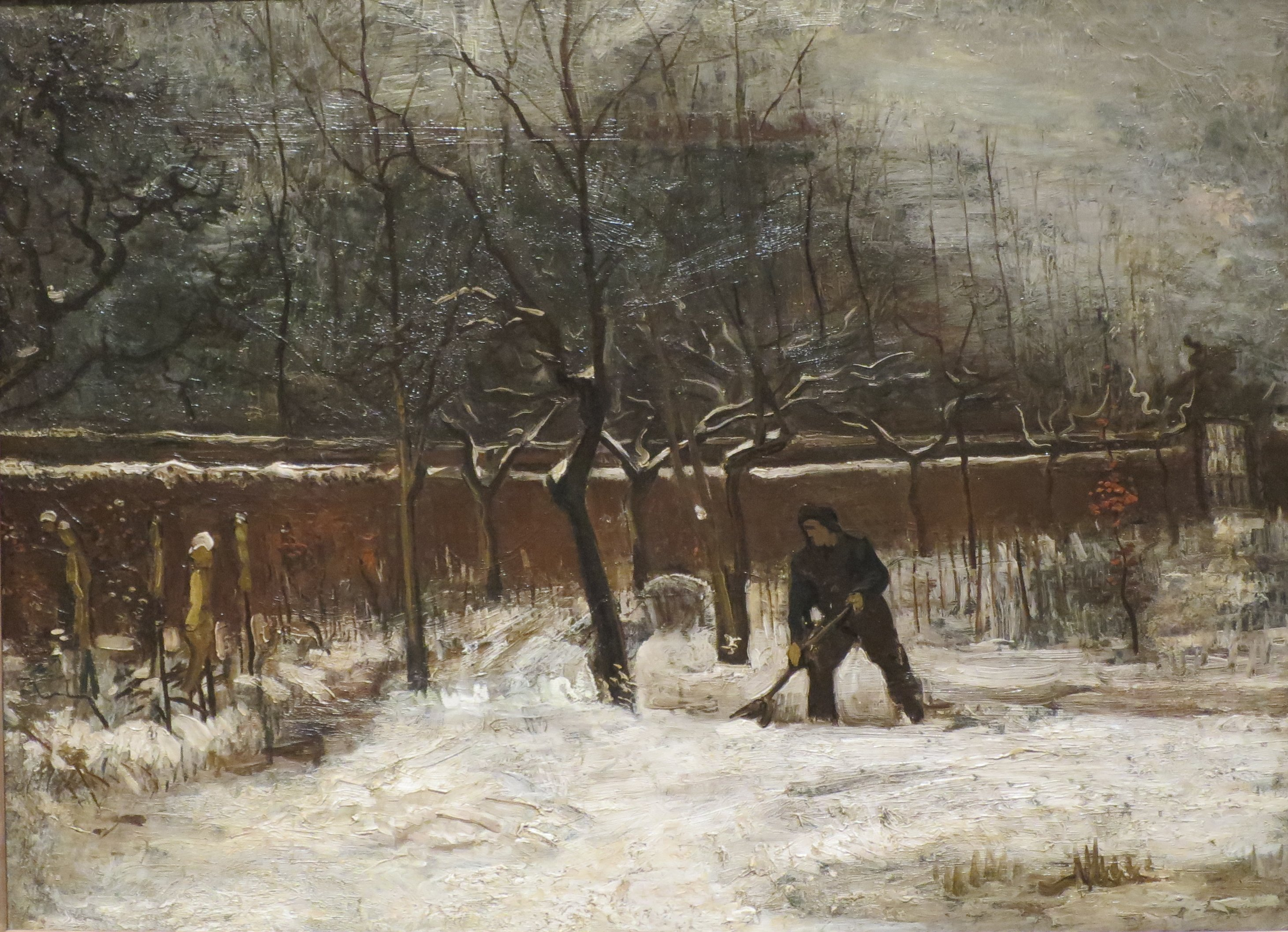
The Parsonage Garden in Nuenen in the Snow, sơn dầu trên canvas trên bảng, tháng 1 năm 1885, Bảo tàng Norton Simon, Pasadena (F194, JH603)
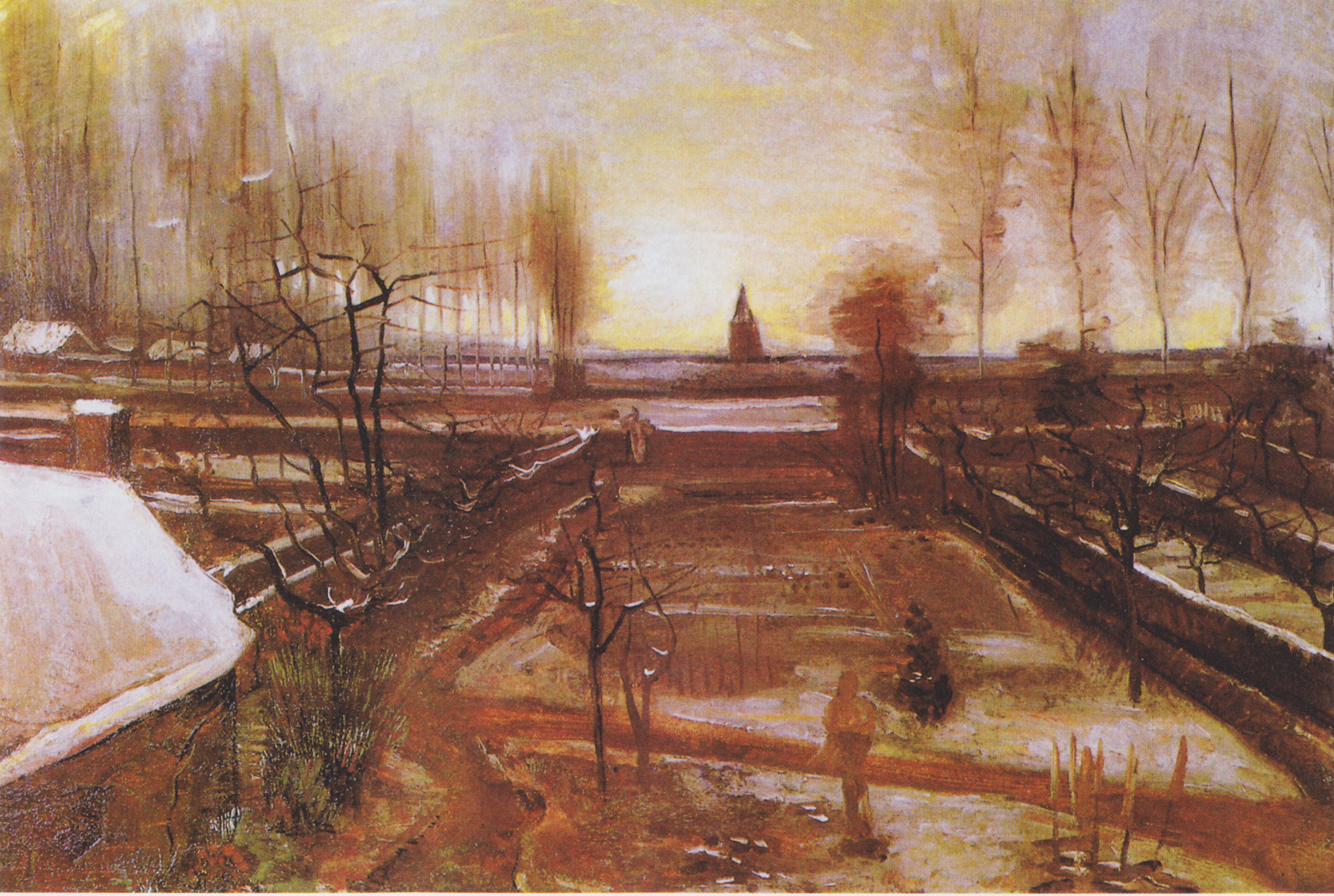
The Parsonage Garden in Nuenen in the Snow, sơn dầu trên canvas trên bảng, tháng 1 năm 1885, Armand Hammer Museum of Art, Los Angeles (F67, JH604)
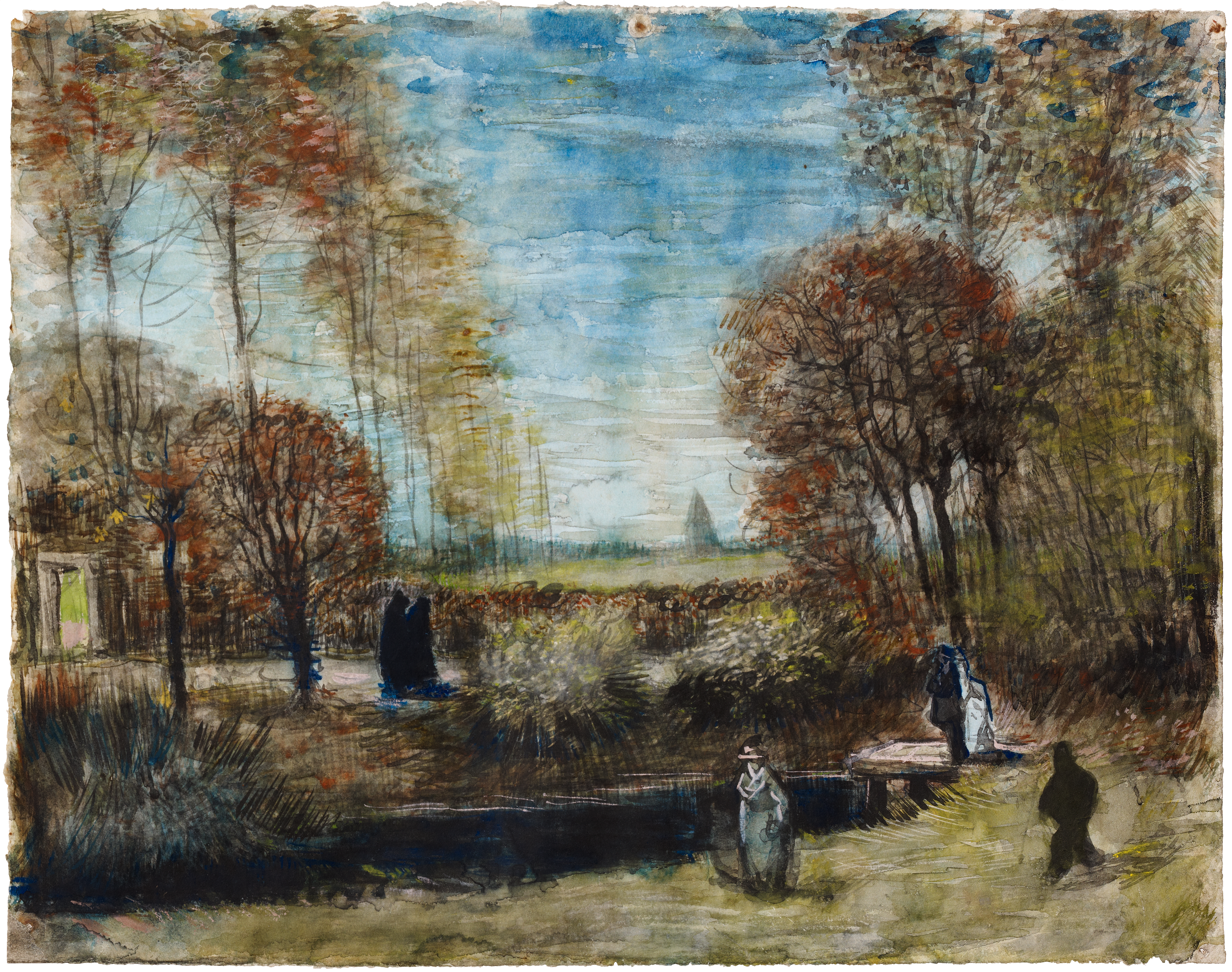
The Parsonage Garden at Nuenen, màu nước trên giấy, tháng 10-11 năm 1885, Noordbrabants Museum, 's-Hertogenbosch (F1234, JH954)
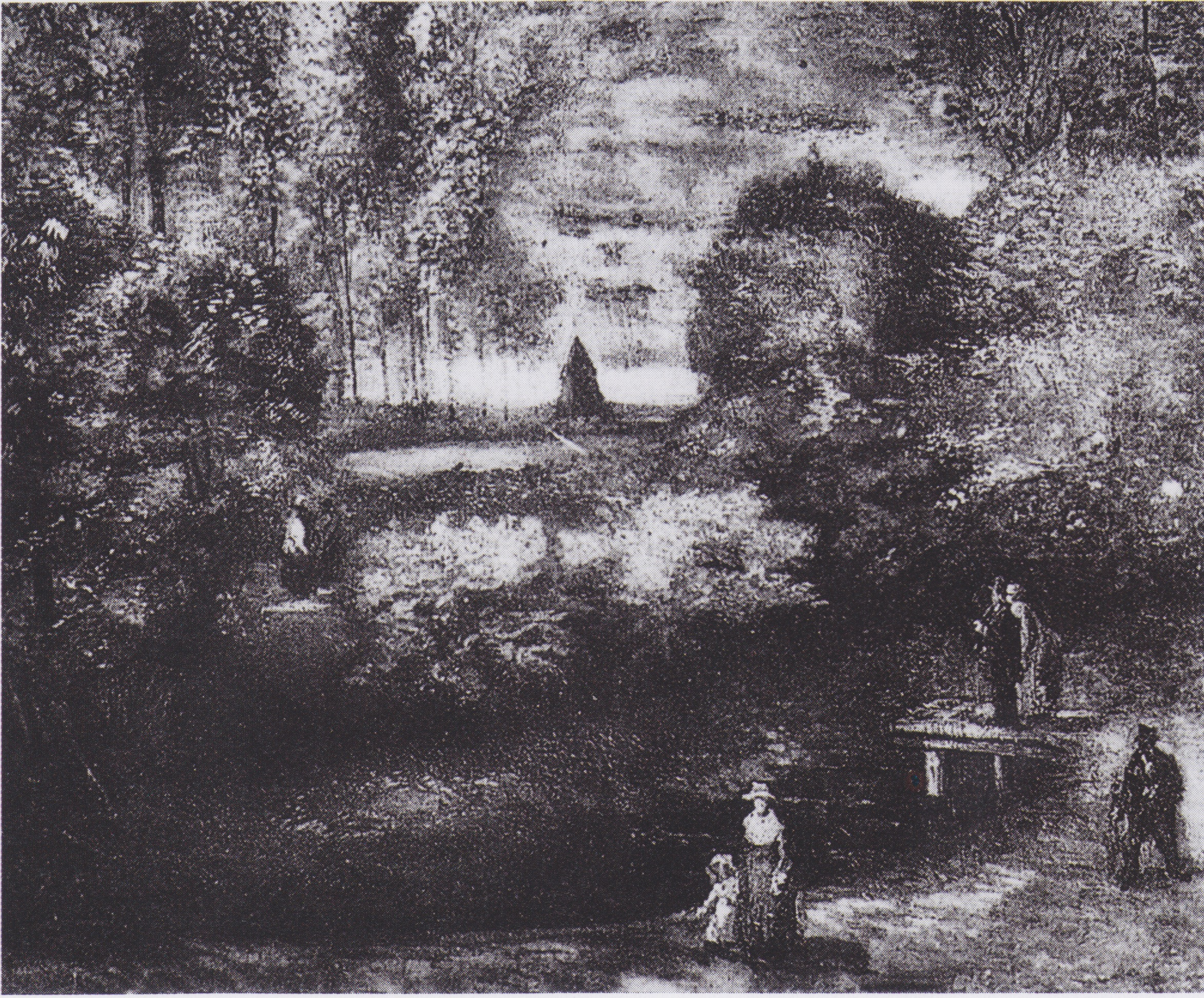
The Parsonage Garden at Nuenen with Pond and Figures, sơn dầu trên bảng, 1885, bị phá hủy bởi hỏa hoạn ở Rotterdam trong Thế chiến thứ 2 (F124, JH955)

## Bị đánh cắp
Bức tranh đã bị đánh cắp từ Bảo tàng Singer Laren ở Laren, Bắc Holland ngày 30 tháng 3 năm 2020, đúng vào ngày sinh nhật của Van Gogh. Viện bảo tàng đã bị đóng cửa vào thời điểm đó do tác động của đại dịch COVID-19 ở nước này. Bức tranh đã được cho mượn từ Bảo tàng Groninger. Cảnh sát tuyên bố rằng những tên trộm đã phá cửa kính vào khoảng 3 giờ 15 phút sáng và rời đi trước khi họ phản ứng với chuông báo động. Giám đốc bảo tàng Jan Rudolph de Lorm nói: "Tôi bị sốc và khó chịu không thể tin được rằng điều này đã xảy ra."